# Venje
Venje falu Horvátországban, Pozsega-Szlavónia megyében. Közigazgatásilag Kutjevohoz tartozik.

## Fekvése
Pozsegától légvonalban 17, közúton 21 km-re északkeletre, községközpontjától 5 km-re nyugatra, a Pozsegai-medence északi szélén, a Krndija-hegység lábánál, Hrnjevac és Mitrovac között fekszik.

## Története
A település már a középkorban is létezhetett, de ennek írásos nyoma nem maradt. A közeli településekkel együtt 1537 körül került török fennhatóság alá. A török uralom idején katolikus és muzulmán hitre tért horvátok lakták. 1687-ben szabadult fel a török uralom alól. Ezt követően a muzulmán lakosság helyére a török uralom alatt maradt Boszniából katolikus horvátok települtek be. 1698-ban „Venye” néven 8 portával szerepel a török uralom alól felszabadított szlavóniai települések összeírásában.
1730-ban 10, 1746-ben 6 ház állt a településen. Az első katonai felmérés térképén „Dorf Venie”néven látható. Lipszky János 1808-ban Budán kiadott repertóriumában „Venye” néven szerepel. Nagy Lajos 1829-ben kiadott művében „Venye” néven 16 házzal és 152 katolikus vallású lakossal találjuk. A 19. század végén és a 20. század elején cseh családok érkeztek ide.
A településnek 1857-ben 156, 1910-ben 229 lakosa volt. 1910-ben a népszámlálás adatai szerint lakosságának 82%-a horvát, 12%-a cseh, 6%-a szerb anyanyelvű volt. Pozsega vármegye Pozsegai járásának része volt. Az első világháború után 1918-ban az új szerb-horvát-szlovén állam, majd később (1929-ben) Jugoszlávia része lett. 1991-ben lakosságának 97%-a horvát nemzetiségű volt. A településnek 2011-ben 98 lakosa volt.

## Lakossága
| Lakosság változása | Lakosság változása | Lakosság változása | Lakosság változása | Lakosság változása | Lakosság változása | Lakosság változása | Lakosság változása | Lakosság változása | Lakosság változása | Lakosság változása | Lakosság változása | Lakosság változása | Lakosság változása | Lakosság változása | Lakosság változása |
| ------------------ | ------------------ | ------------------ | ------------------ | ------------------ | ------------------ | ------------------ | ------------------ | ------------------ | ------------------ | ------------------ | ------------------ | ------------------ | ------------------ | ------------------ | ------------------ |
| 1857               | 1869               | 1880               | 1890               | 1900               | 1910               | 1921               | 1931               | 1948               | 1953               | 1961               | 1971               | 1981               | 1991               | 2001               | 2011               |
| 156                | 170                | 169                | 187                | 264                | 229                | 202                | 205                | 246                | 253                | 245                | 211                | 163                | 152                | 123                | 98                 |

## Nevezetességei
A falu közepén álló kápolnája, mely Szent János apostol tiszteletére van szentelve.